# Horidiplosis caricae
Horidiplosis caricae är en tvåvingeart som beskrevs av Gagne 2004. Horidiplosis caricae ingår i släktet Horidiplosis och familjen gallmyggor. Inga underarter finns listade i Catalogue of Life.